# Мешков, Василий Михайлович
Васи́лий Миха́йлович Мешко́в (1908—1991) — советский офицер, участник советско-финской и Великой Отечественной войн, Герой Советского Союза (27.04.1940). Полковник (1942).

## Молодость
Василий Мешков родился 2 декабря 1908 года в селе Вишневецкое (ныне — Синельниковский район Днепропетровской области Украины). После окончания восьми классов школы работал трактористом.
Начало службы и Финская война
В ноябре 1930 года был призван на службу в Рабоче-крестьянскую Красную Армию. Служил красноармейцем в 13-м отдельном местном стрелковом батальоне Украинского военного округа (Балаклея) до сентября 1931 года, когда был направлен на учёбу. В 1934 году он окончил Одесскую пехотную школу. С ноября 1934 года служил в 298-м стрелковом полку 100-й стрелковой дивизии Украинского (затем Киевского) военного округа: командир стрелкового взвода, командир учебного пулемётного взвода, командир взвода полковой школы. В ноябре 1937 года дивизия была переведена в Белорусский военный округ, а лейтенант В. М. Мешков тогда же переведён в 85-й стрелковый полк этой дивизии на должность командира роты, а затем адъютанта старшего батальона. Участвовал в походе РККА в Западную Белоруссию в сентябре 1939 года. Член ВКП(б) с 1932 года.
С декабря 1939 года В. М. Мешков участвовал в боях советско-финской войны, на которую была переброшена 100-я стрелковая дивизия в полном составе. Там он исполнял должность командира батальона 85-го стрелкового полка 100-й стрелковой дивизии 7-й армии Северо-Западного фронта. 2 февраля 1940 года батальон старшего лейтенанта В. М. Мешкова участвовал в прорыве Хотиненского укрепрайона финских войск (в 26 километрах юго-восточнее Выборга). Получив приказ ликвидировать один из укреплённых узлов обороны, Мешков организовал тщательную разведку, а затем разработал нестандартный план атаки. В ходе однодневного боя были уничтожены 8 железобетонных дотов, 8 дзотов, а также большое количество финских солдат и офицеров. задача была выполнена с минимальными потерями (погиб 1 боец и трое были ранены).
Указом Президиума Верховного Совета СССР от 21 марта 1940 года за «образцовое выполнение боевых заданий командования на фронте борьбы с финской белогвардейщиной и проявленные при этом отвагу и геройство» старшему лейтенанту Василию Михайловичу Мешкову присвоено звание Героя Советского Союза с вручением ордена Ленина и медали «Золотая Звезда» за номером 418.
В апреле 1940 года был утверждён в должности командира батальона. В июле отправлен учиться в академию.

## Великая Отечественная война
С началом Великой Отечественной войны капитан Мешков в конце сентября 1941 года окончил краткосрочный курс Военной академии РККА имени М. В. Фрунзе с дипломом и убыл в распоряжение командующего 7-й отдельной армией К. А. Мерецкова. 26 ноября 1941 года назначен командиром 719-го стрелкового полка 67-й стрелковой дивизии, находившейся в обороне по левому берегу реки Свирь на рубеже г. Лодейное Поле — пос. Кирпичный завод. В апреле 1943 года переведён заместителем командира 272-й стрелковой дивизии, которая вела оборонительные бои против финских войск на рубеже между Онежским и Ладожским озёрами. Летом 1944 года дивизия в составе 7-й армии Карельского фронта участвовала в Свирско-Петрозаводской наступательной операции, причём за отличия при форсировании реки Свирь и прорыв сильно укрепленной обороны противника приказом Верховного Главнокомандующего от 2.7.1944 года дивизии было присвоено почётное наименование «Свирская».
7 октября 1944 года допущен к командованию 272-й Свирской стрелковой дивизией. После заключения Московского перемирия с Финляндией она совершила марш к государственной границе и до ноября 1944 года занималась её охраной, затем была выведена в резерв Ставки ВГК. 29 января 1945 года дивизия в составе 19-й армии прибыла на 2-й Белорусский фронт. 24 февраля дивизия была введена в бой, перешла в наступление и участвовала в Восточно-Померанской наступательной операции, в уничтожении кёзлинской группировки противника и овладении городом и крепостью Гдыня. К 5 апреля её части вышли на побережье Балтийского моря. За отличия в этой операции дивизия была награждена орденами Красной Звезды и Красного Знамени, также ей присвоено почётное наименование «Померанская». После разгрома гдыньской группировки немцев дивизия совершила 400-километровый марш в район южнее Штеттина, 21 апреля была включена во 2-ю ударную армию 2-го Белорусского фронта. В её составе участвовала в Берлинской наступательной операции, в преследовании противника до города Штральзунд. 6 мая 1945 года её части переправились через пролив и овладели островом Рюген.

## Послевоенное время
После войны с 1 июля 1945 года полковник В. М. Мешков состоял в распоряжении Военного совета Группы советских оккупационных войск в Германии, затем в августе того же года назначен начальником Управления окружной военной комендатуры Цвиккауского округа. С декабря 1946 по декабрь 1948 года учился в Высшей военной академии им. К. Е. Ворошилова, после окончания в феврале 1949 г. назначен заместителем командира 34-й гвардейской механизированной дивизии Отдельной механизированной армии. В августе 1953 года переведен на ту же должность в 4-ю гвардейскую механизированную дивизию Киевского военного округа, а с июля 1954 года — командир этой дивизии. В январе 1957 года уволен в запас.
Проживал и работал в Киеве. Скончался 23 августа 1991 года, похоронен на Берковецком кладбище Киева.

## Награды
- Медаль «Золотая Звезда» Героя Советского Союза (27.04.1940);
- Орден Ленина (27.04.1940);
- Три ордена Красного Знамени (6.09.1944, ...)[4];
- Орден Кутузова 2-й степени (10.04.1945);
- Орден Отечественной войны 1-й степени (11.03.1985);
- Орден Красной Звезды;
- Медаль «За боевые заслуги» (3.11.1944);
- Медаль «За оборону Ленинграда» (1943);
- Другие медали СССР;[1]
- Орден «Крест Грюнвальда» 3-й степени (Польша);
- Медаль «Победы и Свободы» (Польша);
- Медаль «За Одру, Нису и Балтику» (Польша).